# Nodo mezzo Windsor

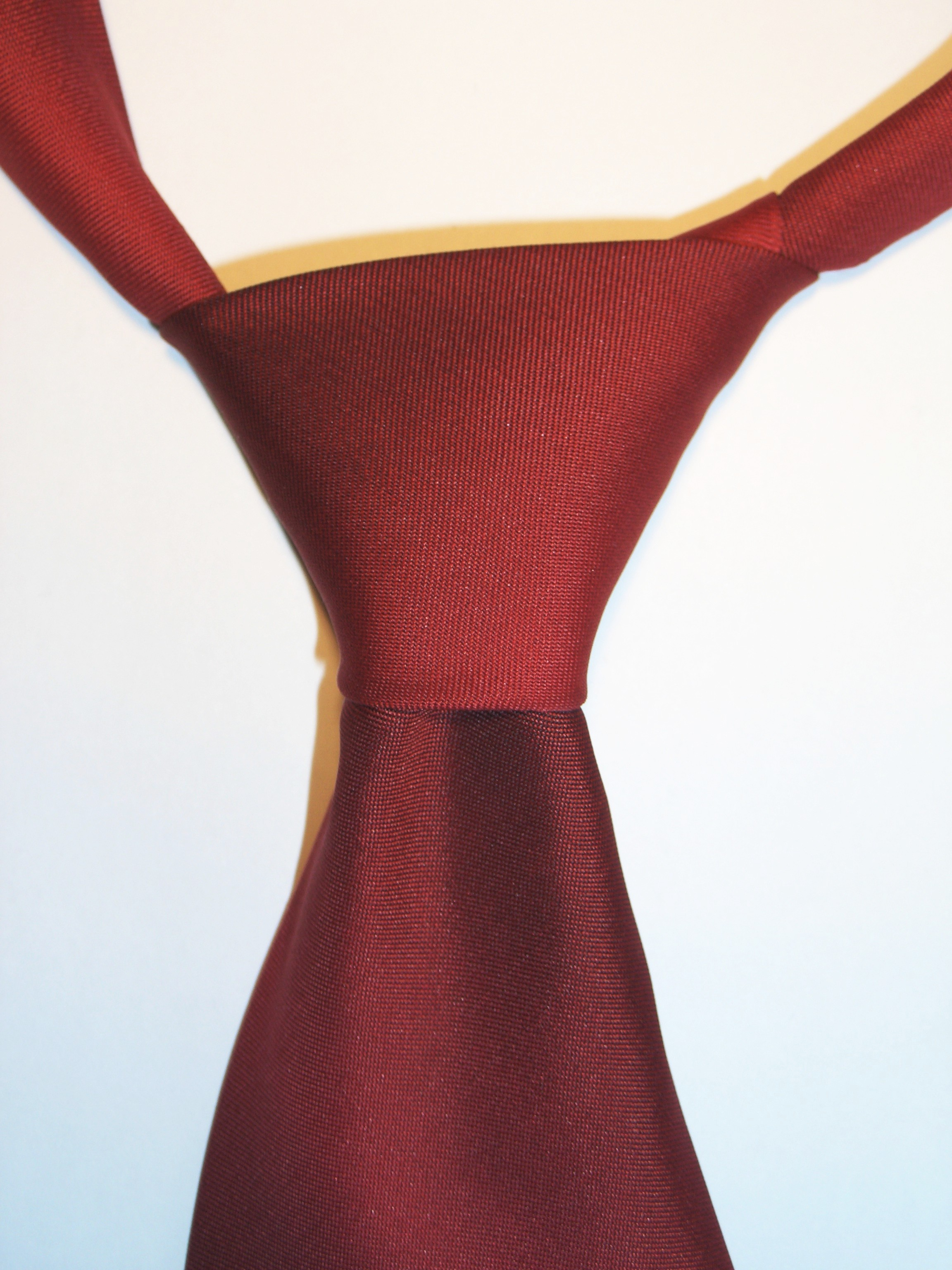
Un nodo mezzo Windsor.

Il nodo mezzo Windsor (o nodo mezzo Scappino) si intende un particolare modo di annodare la cravatta derivato dal nodo Windsor.
Il mezzo Windsor permette la realizzazione di un nodo più grande rispetto ai metodi four-in-hand e Pratt, ma più piccolo del Windsor.
Prevedendo meno passaggi del nodo Windsor, il mezzo Windsor è realizzabile anche con cravatte non particolarmente lunghe. Se eseguito bene permette la realizzazione di un nodo triangolare e quasi simmetrico. Generalmente viene ritenuto adatto alle occasioni più formali.